# Ermita de Nuestra Señora del Soto (Revenga)
La ermita de la Virgen del Soto está situada en Revenga (Provincia de Segovia, España), y alberga la imagen de Virgen del Soto, patrona de la localidad y protectora de árboles y ganados. Desde el claro que ocupa la ermita se disfruta de una bella vista de Segovia presidida por la Catedral. El día de Pentecostés, pasados y olvidados los rigores del invierno, los vecinos del pueblo llegan hasta aquí en alegre romería y celebran la fiesta en agradecimiento a su Virgen.
Es un templo románico, muy austero, mantenido durante siglos por el esfuerzo de sus devotos. El conjunto presenta una aire sencillo y a la vez estilizado, de proporciones altas y estrechas. Consta de una sola nave, con cabecera formada por el tramo recto del presbiterio y ábside semicircular. Toda ella está construida en una ruda mampostería hecha con piedra de la zona y enfoscada. La piedra de sillería se reserva para las esquinas, la portada principal situada en el muro sur de la nave, la pequeña entrada de los pies de la nave y el arco que rodea el estrecho vano del centro del ábside. Algunos sillares llevan la marca de los canteros que ha permitido datarlos, según los expertos, hacia 1240. Probablemente procedan de la ermita de San Andrés, también situada en el Soto, cuyos restos fueron así reutilizados. Recientemente se ha realizado un vallado de madera alrededor de la ermita, en armonía con el entorno, para proteger las paredes de las agresiones químicas producidas por los excrementos de los animales que pastan en el Soto. 
Según se puede apreciar en el lado norte del tramo recto del presbiterio, la cornisa de todo el templo, o al menos de la cabecera, fue de piedra labrada, decorada con motivos vegetales. También estarían decorados los canes que la sujetaban y las metopas entre estas. Posteriormente esta cornisa se sustituyó por otra de ladrillo plano y teja.
Las dos puertas de acceso a la nave son los elementos de mayor interés del conjunto. La portada del muro sur presenta una variada decoración escultórica muy afectada por el paso del tiempo. Está formada por un arco de medio punto apoyado sobre capiteles y columnas. Uno de los capiteles es nuevo, de una reciente restauración, y el otro ha perdido los detalles de su decoración. La arquivolta exterior presenta temas individualizados en cada una de sus dovelas: motivos vegetales, animales fantásticos, una cigüeña y representaciones de oficios entre los que destaca una figura que aparece esquilando una oveja. Algunas dovelas son nuevas, colocadas durante la restauración. La arquivolta interior se adorna con elementos vegetales. En la dovela central aparece la mano de Dios en actitud de bendecir. 
La puerta del lado oeste es baja y estrecha, apenas decorada por unas molduras geométricas. Una pequeña ventana situada en la puerta nos permite asomarnos al interior de la ermita, generalmente cerrada. Por dentro destaca su desnudez en la que resalta con fuerza el gran arco de triunfo que separa nave y cabecera. Es un arco doblado que se apoya en su parte interna en grandes capiteles decorados, en perfecto estado de conservación.
- Datos: Q5836022
- Multimedia: Hermitage of Nuestra Señora del Soto (Revenga) / Q5836022